# سوتیریس کایافاس
سوتیریس کایافاس (انگلیسی: Sotiris Kaiafas؛ زادهٔ ۱۷ دسامبر ۱۹۴۹) یک بازیکن فوتبال اهل قبرس است.
وی همچنین برندهٔ جوایزی همچون کفش طلای اروپا شده‌است.

## باشگاهی
از باشگاه‌هایی که در آن بازی کرده‌است می‌توان به باشگاه فوتبال اومانیا اشاره کرد.

## تیم ملی
وی همچنین در تیم ملی فوتبال قبرس بازی کرده‌است.